# Facultad de Ciencias Económicas de la Universidad de San Carlos de Guatemala
La Facultad de Ciencias Económicas de la Universidad de San Carlos de Guatemala es una de las 10 Facultades que conforman la Universidad de San Carlos de Guatemala, fundada en el 6 de agosto de 1937. Durante el gobierno del general Jorge Ubico Castañeda. Imparte tres carreras: Contaduría Pública y Auditoría, Administración de Empresas y Economía. La mayoría de los estudiantes optan por las carreras de Contaduría Pública y Auditoría y Administración de Empresas. Muy pocos optan por la carrera de Economía.
BREVE RESEÑA HISTÓRICA
La facultad de Ciencias Económicas fue creada por el Decreto n.º 1972 del 25 de mayo de 1937 e inició sus actividades académicas el 6 de agosto de ese año, fecha que se considera como su aniversario. Es un centro de estudios superiores, instituido con el fin primordial de promover el estudio de las ciencias económicas en su categoría universal, orientada hacia el conocimiento de la realidad nacional.  En este sentido contribuirá a propiciar el cambio de las estructuras y del desarrollo material de la sociedad, para crear condiciones que permitan el perfeccionamiento de la personalidad humana en función de sus necesidades materiales y espirituales.
MISIÓN
La misión de la Facultad de Ciencias Económicas de la Universidad de San Carlos de Guatemala es preparar profesionales con alto nivel académico y formación integral, científica, técnica y social humanística, en las áreas de conocimiento de Economía, Contaduría Pública y Auditoría y Administración de Empresas y otras carreras afines, que le permite participar con eficiencia, eficacia y ética profesional en la actividad productiva, en el desarrollo social y económico sostenible del país, en coadyuvar a la unión e integración de Centroamérica e insertarse en el contexto internacional.
VISIÓN
La visión de la Facultad de Ciencias Económicas de la Universidad de San Carlos de Guatemala es liderar la formación de profesionales altamente calificados y propositivos en ciencias económicas a nivel nacional y centroamericano, que permita a sus egresados enfrentar los retos del futuro, en materia económica, social, ambiental y política, a través de la excelencia académica, la formación y actualización permanente de sus profesores, la investigación científica, la proyección social y una gestión moderna y efectiva.
OBJETIVO GENERAL
Elevar la excelencia académica, el nivel científico, tecnológico y social-humanístico de profesores y estudiantes como sujetos generadores de desarrollo, vinculando la docencia e investigación con la realidad social, tomando en cuenta el contexto global, pluricultural,  multilingüe y multiétnico.